# Étoile de la Grande Croix de la Croix de fer

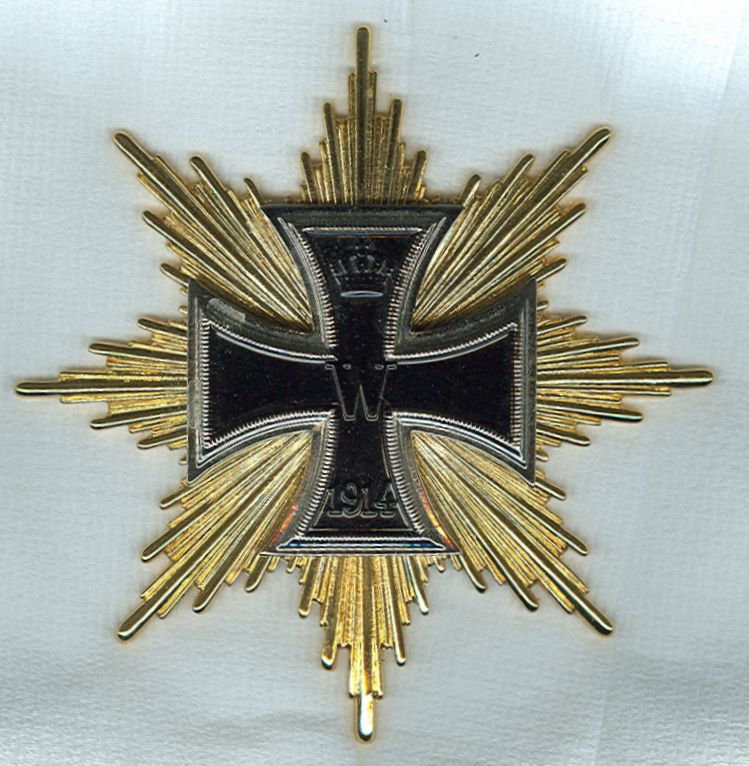
Étoile de la Grande Croix de la Croix de fer

L'Étoile de la Grande Croix de la Croix de fer (en allemand : Stern zum Großkreuz des Eisernen Kreuzes) était la plus haute décoration militaire du Royaume de Prusse et de l'Empire allemand. Elle était considérée comme la décoration supérieure de la Grande Croix de la Croix de fer (en allemand : Großkreuz des Eisernen Kreuzes).
Cette décoration a été attribuée aux plus remarquables des militaires. En un siècle, elle n'a été attribuée qu'à seulement deux personnes : le Generalfeldmarschall Gebhard Leberecht von Blücher en 1815 pour sa victoire sur Napoléon à la bataille de Waterloo et le Generalfeldmarschall Paul von Hindenburg en 1918 pour sa victoire à la bataille de Tannenberg. Elle est souvent appelée « Blücherstern » (étoile de Blücher) après que celui-ci en soit décoré. 
Durant le Troisième Reich, Hermann Göring instaura une nouvelle version de cette décoration, avec l'intention de l'accorder à Adolf Hitler après la victoire allemande lors de la Seconde Guerre mondiale. De par la défaite allemande de 1945, la décoration n'a jamais été attribuée à qui que ce soit. Les troupes américaines ont saisi l'unique prototype connu de cette décoration, stocké dans un bunker. Il est aujourd'hui dans la collection du musée de l'académie militaire de West Point.